# Anthony Joshua
Anthony Oluwafemi Olaseni Joshua, OBE (ur. 15 października 1989 w Watford) – angielski bokser wagi ciężkiej, mistrz olimpijski i wicemistrz świata amatorów, były zawodowy mistrz świata federacji IBF, WBO, superczempion WBA i IBO. Pokonał 9 zawodników o tytuł mistrza świata wagi ciężkiej.
W 2011 roku, w barwach tej reprezentacji, podczas mistrzostw świata amatorów w Baku zdobył srebrny medal w kategorii superciężkiej (powyżej 91 kg).

## Kariera zawodowa
Zawodową karierę rozpoczął 5 października 2013 w Londynie, pokonując przez TKO w pierwszej rundzie Włocha Emanuele Leo. 22 listopada 2014 w Echo Arena w Liverpoolu, w kolejnej dziesiątej swojej walce Joshua spotkał się z rodakiem Michaelem Sprottem (42-23, 17 KO). Po serii ciosów w pierwszej rundzie Anthony’ego, arbiter Terry O’Connor przerwał walkę, ogłaszając wygraną Joshui przez TKO. 4 kwietnia 2015 w Metro Radio Arena w Newcastle znokautował w trzeciej rundzie Amerykanina Jasona Gaverna (26-20-4, 11 KO). 9 maja 2015 w Birmingham znokautował w drugiej rundzie Brazylijczyka Raphaela Zumbano Love′a (36-11-1, 29 KO). 30 maja 2015 w Londynie wygrał przez techniczny nokaut w drugiej rudzie z Amerykaninem Kevinem Johnsonem (29-7-1, 14 KO), zdobywając międzynarodowy tytuł WBC. 12 września 2015 w Londynie wygrał przez techniczny nokaut pokonując w pierwszej rundzie Szkota Gary’ego Cornisha (21-1, 12 KO). 12 grudnia 2015 w Londynie pokonał przez techniczny nokaut w siódmej rundzie Dilliana Whyte (16-1, 13 KO).

### Walka o mistrzostwo świata IBF
9 kwietnia 2016 w londyńskiej O2 Arena znokautował w drugiej rundzie Amerykanina Charlesa Martina (23-1-1, 21 KO), zdobywając tym samym tytuł mistrza świata federacji IBF. 25 czerwca 2016 w Londynie pokonał w pierwszej obronie tytuł mistrza świata przez nokaut w siódmej rundzie Amerykanina Dominica Breazeale’a (17-1, 15 KO). 10 grudnia 2016 w Manchesterze pokonał przez techniczny nokaut w trzeciej rundzie Amerykanina Erica Molinę (25-4, 19 KO), broniąc po raz drugi tytuł mistrza świata wagi ciężkiej federacji IBF.

### Walka z Władymirem Kliczko o pasy IBF, WBA, IBO
29 kwietnia 2017 doszło do oczekiwanej walki z byłym mistrzem świata WBA, IBF, WBO i IBO Ukraińcem Wołodymyrem Kłyczko. Walka odbyła się w Londynie na stadionie Wembley przy blisko 90 tys. widzów obecnych na trybunach. Obaj pięściarze według nieoficjalnych informacji mieli za walkę zainkasować minimum 15 mln funtów, co było by największymi wypłatami w ich karierach. 
Przed starciem zdecydowanym faworytem bukmacherów i większości ekspertów był młodszy Joshua. Sama walka miała przebieg dramatyczny. Gdy wydawało się, że Anglik może zakończyć walkę w 5. rundzie dopadł go kryzys kondycyjny, a jego ciosy były niedokładne. Wykorzystał to bardziej doświadczony Kliczko, który nie dość, że doszedł do siebie po liczeniu to jeszcze zepchnął do obrony zmęczonego Anglika, który ledwo dotrwał do końca rundy. 
W 6. rundzie inicjatywę przejął Kliczko, który sensacyjnie rzucił ulubieńca publiczności na deski. Jednak Joshua podniósł się i ponownie cudem przetrwał do końca rundy. Obaj pięściarze wyglądali na skrajnie wymęczonych. W następnych rundach pojedynek się lekko uspokoił, obaj zawodnicy starali się nabrać nowych sił. W 11. rundzie do ataku ponownie ruszył Joshua trafiając potężnie Ukraińca i dwukrotnie posyłając go na deski. Po kolejnym ataku Anglika sędzia zastopował pojedynek chroniąc Ukraińca przed prawdopodobnie ciężkim nokautem. 
Tym samym Joshua odniósł swoje 19 zwycięstwo w karierze, obronił po raz trzeci w karierze pasa IBF i dorzucił do kolekcji brakujące tytuły WBA i IBO.

### Walka z Carlosem Takamem

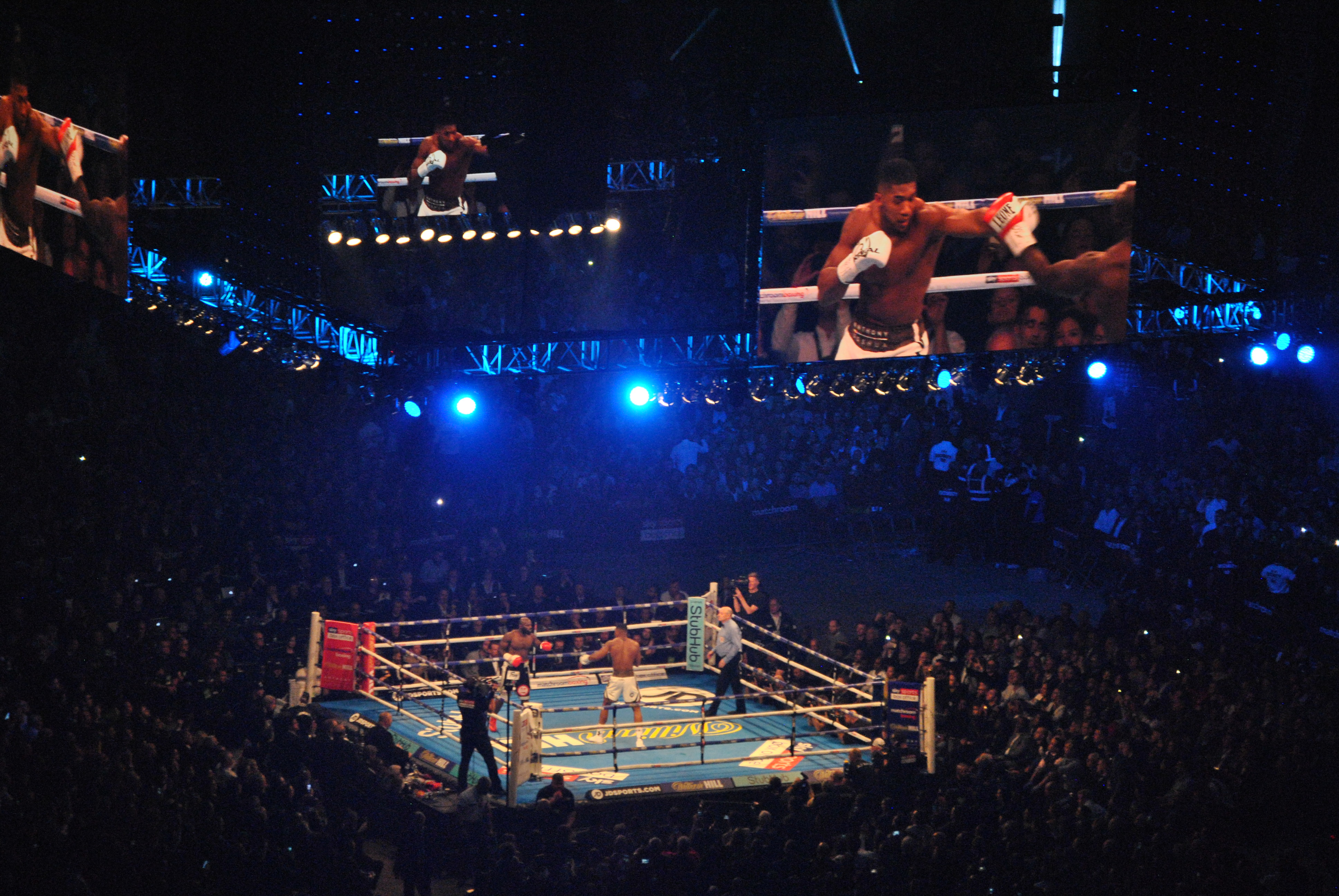
Joshua vs. Takam, Principality Stadium w Cardiff

28 października 2017 w Cardiff pokonał przez techniczny nokaut w dziesiątej rundzie Carlosa Takama (35-4-1, 27 KO), broniąc tytułu mistrza świata wagi ciężkiej federacji WBA i IBF.

### Walka unifikacyjna zJosephem Parkerem
31 marca 2018 na Principality Stadium w Cardiff, po raz pierwszy w swojej karierze zaboksował na pełnym dystansie dwunastu rund. Pokonał jednogłośnie na punkty 118:110, 118:110 i 119:109 Nowozelandczyka i do pasów WBA oraz IBF dorzucił również tytuł mistrza świata wagi ciężkiej federacji WBO.

### Walka z Aleksandrem Powietkinem
22 września 2018 na stadionie Wembley w Londynie zmierzył się z Aleksandrem Powietkinem (34-1, 24 KO), z którym wygrał po technicznym nokaucie w siódmej rundzie.

### Walka z Andym Ruizem Jr
1 czerwca 2019 w nowojorskiej Madison Square Garden przegrał przez techniczny nokaut w siódmej rundzie z Meksykaninem Andym Ruizem Jr (33-1, 22 KO), który odebrał mu pasy mistrzowskie IBF, WBA i WBO wagi ciężkiej.

### Rewanż z Andym Ruizem Jr
7 grudnia 2019 roku w Arabii Saudyjskiej przystąpił do rewanżowego pojedynku z Andym Ruizem Jr (33-2, 22 KO). Tym razem wygrał jednogłośnie na punkty (119-109, 118-110, 118-110) i odzyskał mistrzowskie pasy IBF, WBA, oraz WBO wagi ciężkiej.

### Walka z Kubratem Pulewem
W kolejnej obronie tytułów mistrza świata IBF, WBA oraz WBO wagi ciężkiej spotkał się 12 grudnia 2020 roku w Wembley Arenie w Londynie z obowiązkowym pretendentem Kubratem Pulewem (28-2, 14 KO). Zwyciężył przez KO w 9. rundzie.

### Walka z Oleksandrem Usykiem
25 września 2021 roku na Tottenham Hotspur Stadium w Londynie zmierzył się z obowiązkowym pretendentem do tytułu mistrzowskiego, byłym zunifikowanym czempionem kategorii junior ciężkiej, Oleksandrem Usykiem (19-0, 13 KO). W obecności 62 tysięcy kibiców przegrał pojedynek jednomyślnie na punkty (112-117, 113-115, 112-116) i utracił na rzecz Ukraińca pasy WBO, IBF, WBA oraz IBO w kategorii ciężkiej.

### Walka rewanżowa z Oleksandrem Usykiem
20 sierpnia 2022 roku na King Abdullah Sports City w Dżudzie doszło do jego drugiego pojedynku z Oleksandrem Usykiem (20-0, 13 KO). Tym razem walka miała jeszcze bardziej wyrównany przebieg, ale ponownie to Ukrainiec wyszedł z pojedynku zwycięsko. Sędziowie punktowali 115-113 na korzyść Joshuy, a także 115-113 i 116-112 dla Usyka.

### Walka z Danielem Duboisem
21 września 2024 roku w obecności 96 tysięcy widzów na stadionie Wembley w Londynie przegrał przez  KO w 5. rundzie walkę o mistrzostwo świata federacji IBF ze swoim rodakiem, Danielem Duboisem (22-2, 21 KO). Wcześniej był liczony w pierwszej, trzeciej, czwartej i piątej rundzie.

## Lista zawodowych walk w boksie
| Wynik     | Rekord | Przeciwnik           | Rozstrzygnięcie | Runda, czas   | Data                 | Miejsce                                             | Uwagi                                                                                            |
| --------- | ------ | -------------------- | --------------- | ------------- | -------------------- | --------------------------------------------------- | ------------------------------------------------------------------------------------------------ |
| Przegrana | 28-4   | Daniel Dubois        | KO              | 5 (12), 0:59  | 21 września 2024     | Stadion Wembley, Londyn                             | Pojedynek o pas IBF w wadze ciężkiej                                                             |
| Wygrana   | 28-3   | Francis Ngannou      | KO              | 2 (10), 2:38  | 8 marca 2024         | Kingdom Arena, Rijad                                | Main Event                                                                                       |
| Wygrana   | 27-3   | Otto Wallin          | RTD             | 5 (12), 3:00  | 23 grudnia 2023      | Kingdom Arena, Rijad                                | Main Event                                                                                       |
| Wygrana   | 26-3   | Robert Helenius      | KO              | 7 (12), 1:27  | 12 sierpnia 2023     | O2 Arena, Londyn                                    | Main Event                                                                                       |
| Wygrana   | 25-3   | Jermaine Franklin    | UD              | 12            | 1 kwietnia 2023      | O2 Arena, Londyn                                    | Main Event                                                                                       |
| Przegrana | 24-3   | Ołeksandr Usyk       | SD              | 12            | 20 sierpnia 2022     | King Abdullah Sports City, Dżudda, Arabia Saudyjska | Walka o pasy: WBO, IBF, WBA oraz IBO                                                             |
| Przegrana | 24-2   | Ołeksandr Usyk       | UD              | 12            | 25 września 2021     | Tottenham Hotspur Stadium, Londyn                   | Stracił pasy federacji WBO, IBF, WBA oraz IBO                                                    |
| Wygrana   | 24-1   | Kubrat Pulew         | KO              | 9 (12) 2.58   | 12 grudnia 2020      | O2 Arena, Londyn                                    | Obronił pasy fedaracji WBO, IBF, WBA oraz IBO                                                    |
| Wygrana   | 23-1   | Andy Ruiz Jr         | UD              | 12            | 7 grudnia 2019       | Ad-Dirijja                                          | Zdobył pasy federacji WBO, IBF, WBA oraz IBO                                                     |
| Przegrana | 22-1   | Andy Ruiz Jr         | TKO             | 7 (12) 1:27   | 1 czerwca 2019       | Madison Square Garden, Nowy Jork                    | Stracił pasy federacji WBO, IBF, WBA oraz IBO.                                                   |
| Wygrana   | 22-0   | Aleksandr Powietkin  | TKO             | 7 (12) 1:59   | 22 września 2018     | Stadion Wembley, Londyn                             | Obronił pasy federacji WBO, IBF, WBA oraz IBO.                                                   |
| Wygrana   | 21-0   | Joseph Parker        | UD              | 12            | 31 marca 2018        | Principality Stadium, Cardiff                       | Zdobył pas federacji WBO i obronił pasy IBF, WBA oraz IBO.                                       |
| Wygrana   | 20-0   | Carlos Takam         | TKO             | 10 (12) 1:34  | 28 października 2017 | Principality Stadium, Cardiff                       | Obronił pasy mistrza świata federacji IBF, WBA oraz IBO.                                         |
| Wygrana   | 19-0   | Wołodymyr Kłyczko    | TKO             | 11 (12), 2:22 | 29 kwietnia 2017     | Stadion Wembley, Londyn                             | Obronił pas mistrza świata federacji IBF, zdobył dwa pasy mistrza świata federacji WBA oraz IBO. |
| Wygrana   | 18-0   | Éric Molina          | TKO             | 3 (12), 2:02  | 10 grudnia 2016      | Manchester Arena, Manchester                        | Obronił pas mistrza świata federacji IBF                                                         |
| Wygrana   | 17-0   | Dominic Breazeale    | TKO             | 7 (12), 1:01  | 25 czerwca 2016      | O2 Arena, Greenwich, Londyn                         | Obronił pas mistrza świata federacji IBF                                                         |
| Wygrana   | 16-0   | Charles Martin       | KO              | 2 (12), 1:32  | 10 kwietnia 2016     | O2 Arena, Greenwich, Londyn                         | Zdobył pas mistrza świata federacji IBF                                                          |
| Wygrana   | 15-0   | Dillian Whyte        | TKO             | 7 (12), 1:27  | 12 grudnia 2015      | O2 Arena, Greenwich, Londyn                         | Obronił międzynarodowy tytuł WBC. zdobył vacant Commonwealth Heavyweight                         |
| Wygrana   | 14-0   | Gary Cornish         | TKO             | 1 (12) 1:37   | 12 września 2015     | O2 Arena, Greenwich, Londyn                         | Obronił międzynarodowy tytuł WBC, zdobył vacant Commonwealth Heavyweight                         |
| Wygrana   | 13-0   | Kevin Johnson        | TKO             | 2 (10) 1:22   | 30 maja 2015         | O2 Arena, Greenwich, Londyn                         | Zdobył międzynarodowy tytuł WBC                                                                  |
| Wygrana   | 12-0   | Raphael Zumbano Love | KO              | 2 (8) 1:21    | 9 maja 2015          | National Indoor Arena, Birmingham, West Midlands    |                                                                                                  |
| Wygrana   | 11-0   | Jason Gavern         | KO              | 3 (8) 1:21    | 4 kwietnia 2015      | Metro Radio Arena, Newcastle, Tyne and Wear         |                                                                                                  |
| Wygrana   | 10-0   | Michael Sprott       | TKO             | 1 (10) 1:26   | 22 listopada 2014    | Echo Arena, Liverpool, Merseyside                   |                                                                                                  |
| Wygrana   | 9-0    | Dienis Bachtow       | TKO             | 2 (10) 1:00   | 11 października 2014 | O2 Arena, Greenwich, Londyn                         |                                                                                                  |
| Wygrana   | 8-0    | Konstantin Airich    | TKO             | 3 (8) 1:16    | 13 września 2014     | Phones 4u Arena, Manchester, Greater Manchester     |                                                                                                  |
| Wygrana   | 7-0    | Matt Skelton         | TKO             | 2 (6) 2:33    | 12 lipca 2014        | Echo Arena, Liverpool, Merseyside                   |                                                                                                  |
| Wygrana   | 6-0    | Matt Legg            | KO              | 1 (6) 1:23    | 31 maja 2014         | Stadion Wembley, Wembley, Londyn                    |                                                                                                  |
| Wygrana   | 5-0    | Hector Avila         | KO              | 1 (6) 2:14    | 1 marca 2014         | SECC Arena, Finnieston, Glasgow                     |                                                                                                  |
| Wygrana   | 4-0    | Dorian Darch         | TKO             | 2 (6) 0:51    | 1 lutego 2014        | Motorpoint Arena, Cardiff, Glamorgan                |                                                                                                  |
| Wygrana   | 3-0    | Hrvoje Kisicek       | TKO             | 2 (6) 1:38    | 14 listopada 2013    | York Hall, Bethnal Green, Londyn                    |                                                                                                  |
| Wygrana   | 2-0    | Paul Butlin          | TKO             | 2 (6) 0:50    | 26 października 2013 | Motorpoint Arena, Sheffield, Yorkshire              |                                                                                                  |
| Wygrana   | 1-0    | Emanuele Leo         | TKO             | 1 (6) 2:47    | 5 października 2013  | O2 Arena, Greenwich, Londyn                         | Debiut na zawodowym ringu                                                                        |

Legenda: TKO – techniczny nokaut, KO – nokaut, UD – jednogłośna decyzja, SD- niejednogłośna decyzja, MD – decyzja większości, PTS – walka zakończona na punkty, RTD – techniczna decyzja sędziów

## Odznaczenia
- Officer Orderu Imperium Brytyjskiego – 2018[23][24]
- Member Orderu Imperium Brytyjskiego – ogłoszenie 2012[25], wręczenie 2013[26]